# محوطه گلی بلاغ
محوطه گلی بلاغ مربوط به دوره اشکانیان است و در شهرستان مشگین‌شهر، بخش ارشق، دهستان ارشق مرکزی، روستای جبارلو واقع شده و این اثر در تاریخ ۲۶ اسفند ۱۳۸۷ با شمارهٔ ثبت ۲۵۸۴۳ به‌عنوان یکی از آثار ملی ایران به ثبت رسیده است.